# Charuis
Le Charuis est un torrent du sud de la France qui prend sa source dans la Drôme sur la commune de Mévouillon. Sur son parcours rejoint celui de l'Ouvèze, à Saint-Auban-sur-l'Ouvèze.

## Géographie
La longueur de son cours d'eau est de 11,3 km. Il prend sa source à  Mévouillon, près du sommet du Gros Collet, et se jette dans l'Ouvèze à Saint-Auban-Sur-Ouvèze, au nord-ouest du village, après avoir traversé la commune de La Rochette-du-Buis.

## Principaux villages traversés
Saint-Auban-sur-l'Ouvèze, La Rochette-du-Buis, Mévouillon